# Genlisea pygmaea
Genlisea pygmaea este o specie de plante carnivore din genul Genlisea, familia Lentibulariaceae, ordinul Lamiales, descrisă de A. St. Hil.. Conform Catalogue of Life specia Genlisea pygmaea nu are subspecii cunoscute.